# Río Pisón

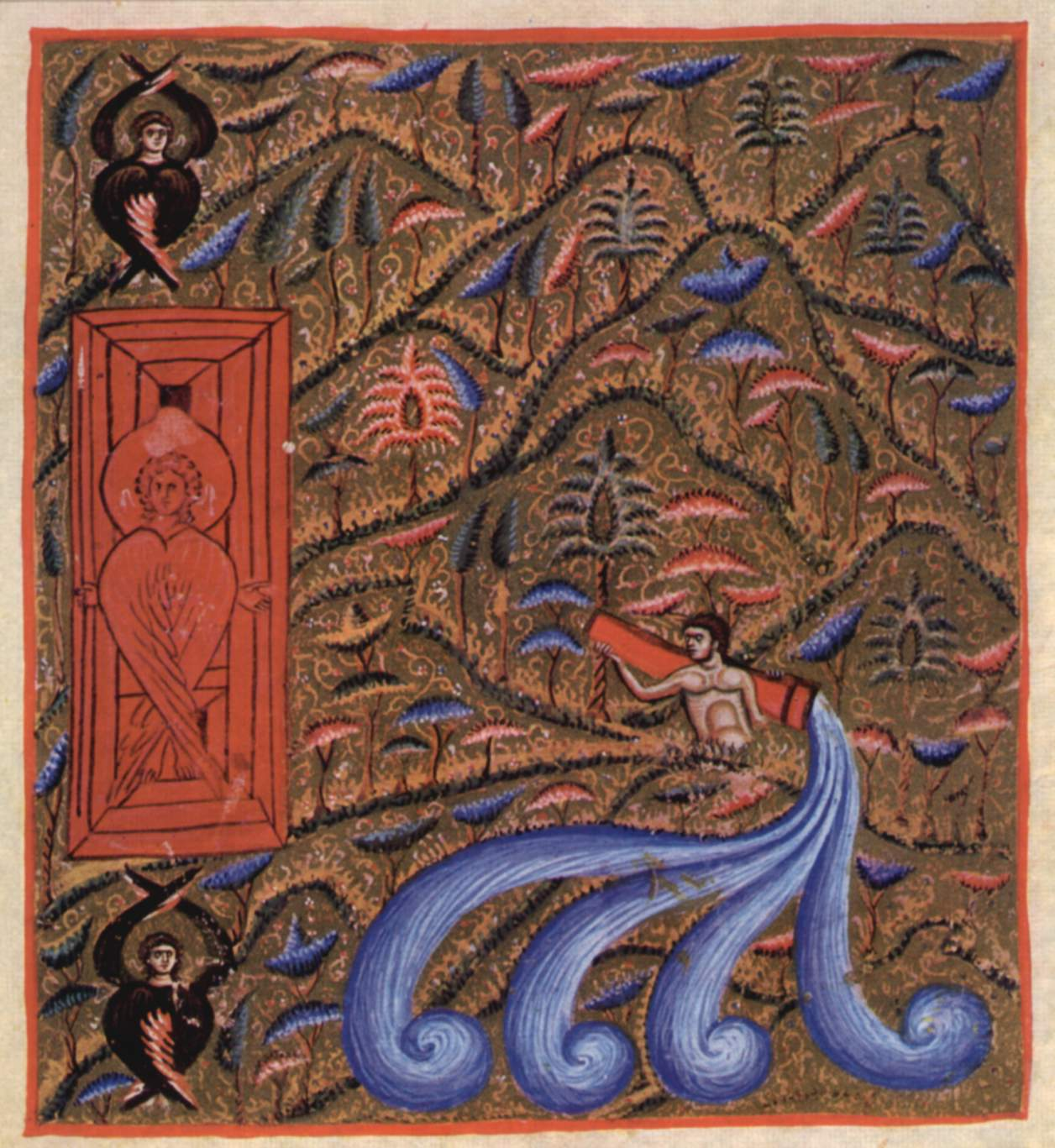
Río Pisón de Mönchs Johannes Kokkinobaphos

Pisón es el nombre de un río que se menciona en el libro de Génesis, como uno de los cuatro ríos menores que se ramifican a partir de un solo río dentro del Edén. (Génesis 2:11)

## Descripción
El río Pisón se describe como cercando a “la tierra entera de Havila donde hay oro, bedelio y ónice“, según el libro de Génesis (zona no identificada), siendo el único río no identificado. Así, los tres ríos identificados de los cuatro son el río Guihón, el río Hidekel (río Tigris) y  el río Éufrates.

## Posibles ubicaciones
Se ha postulado, diversas teorías sobre su posible existencia, una de ellas es que estos ríos ahora no se levantan en el mismo lugar y que la topografía del área ha cambiado, mientras otros indican que las nociones geográficas de los escritos del Génesis son inexactas. 
Sin embargo, algunos eruditos también han cuestionado las traducciones de la Biblia, indicando que traducciones mejoradas serían más flexibles en su descripción. Esta interpretación permitiría indicar que la confluencia señala para estos cuatro ríos estaba en otra parte. 
Igualmente, en la tradición bíblica de las naciones de los hijos de Noé, Havila se asocia a Arabia. Así, si los dos pueden ser comparados, se cree que el río Pisón puede corresponder a un seco y antiguo río que terminaba en el Golfo Pérsico. La evidencia tentativa de este río sería visible en fotos satélitales; observándose un posible antiguo delta en abanico, a través de los depósitos de la grava en la vieja boca de río. 
Otra teoría postulada por David Rohl ha relacionado al río Pisón con el río Uizhun, ubicando a Havila al noreste de Mesopotamia. El Uizhun se conoce localmente como el río de oro. Levantándose cerca del monte Sahand, y serpenteando entre antiguas minas de oro y vetas de lapizlázuli, antes de alimentar el mar Caspio. Tales recursos naturales corresponden a los que están asociados a la tierra de Havila en la descripción del Génesis (2: 11). 
También ciertos grupos cristianos más fundamentalistas, indican a veces al diluvio universal, como causa para explicar la desaparición del río de Pisón y el cambio supuesto en los cursos superiores del Tigris y del Éufrates.
Sin embargo es una teoría muy poco fundamentada, ya que el Génesis fue escrito muchos años después de los hechos en él narrados, basándose en tradiciones orales que para entonces ya eran antiguas.[cita requerida]
Un problema para las hipótesis sobre ubicaciones está en el propio libro del Génesis, ya que indica que Adán y Eva, es decir, la humanidad, fueron expulsados del paraíso terrenal, quedando este protegido de todo regreso humano por ángeles con espada de fuego, por tanto, el paraíso terrenal, al pie de la letra, no podía tener coordenadas geográficas, y menos que correspondiesen a las tan pobladas posteriormente como las del Medio Oriente.